# レイ・ウィルソン (アメリカンフットボール)
レイ・ウィルソン（Ray Wilson、1971年8月26日 - ）は、アメリカ合衆国フロリダ州パナマ出身のアメリカンフットボール選手。NFLの2チームでプレーした。ポジションはセイフティ。

## 経歴

### プロ入りまで
1971年、アメリカ合衆国のフロリダ州パナマ市で生まれた。地元であるパナマ市にあるA・クロフォード・モスリー高等学校に通った。その後、ニューメキシコ大学に進学した。ニューメキシコ大学では、1993年にフリーセイフティとして157タックルをあげた。この記録は、1998年にブライアン・アーラッカーによって更新された。

### ニューオーリンズ・セインツ
1994年4月下旬にドラフト外フリーエージェントで、ニューオーリンズ・セインツに入団した。8月13日にメトロドームで行われたミネソタ・バイキングス戦ではトミー・バーンハートのパントリターンで、その年のドラフト2巡でバイキングスが獲得した新人、デビッド・パーマーがファンブルしたボールをリカバーし、先制点に結びつけた。3試合に出場した後、9月下旬にJ・J・マクレスキーをチームが獲得した際、解雇された。

### グリーンベイ・パッカーズ
1994年10月24日、グリーンベイ・パッカーズとプラクティス・スクワッドとして契約、11月下旬にキース・クロフォードに代わってアクティブロースター入りし、控えのセイフティとして、3試合に出場した。パッカーズではこの年、サミー・ウォーカー、ローランド・ミッチェル、レニー・マギルなどディフェンシブバック陣にけが人が続出し、第13週のダラス・カウボーイズ戦ではトロイ・エイクマン、ロドニー・ピートに代わり、第3QBのジェイソン・ギャレット（現カウボーイズヘッドコーチ）が先発したカウボーイズに対して42失点を喫し、シーズン最初の8試合での103失点よりも、11月の4試合での失点が111と多いほどであり、6勝6敗となった。9勝7敗でプレーオフに進出したが、ハムストリングスを痛めた彼は、ダラス・カウボーイズとのディビジョナルプレーオフに出場できなかった。1995年4月10日、パッカーズから解雇された。